# تپه چیاکچکینه
تپه چیاکچکینه مربوط به هزاره اول قبل از میلاد - دوره اشکانیان - دوره ساسانیان است و در شهرستان کوهدشت، بخش طرهان، ۴۵۰ متری جنوب غرب شهر گراب واقع شده و این اثر در تاریخ ۲۸ اسفند ۱۳۸۵ با شمارهٔ ثبت ۱۸۲۹۱ به‌عنوان یکی از آثار ملی ایران به ثبت رسیده است.